# جاهي كارسون
جاهي كارسون (بالإنجليزية: Jahii Carson)‏ مواليد 31 أغسطس 1992، هو لاعب كرة سلة أمريكي. بدأ مسيرته الاحترافية في سنة 2014. يلعب مع آيلاند ستورم في دوري كندا الوطني لكرة السلة كلاعب هجوم خلفي. يحمل الرقم 1. يبلغ طوله 5 قدم 10 بوصة (1.8 م). لعب كرة السلة الجامعية في جامعة ولاية أريزونا. لعب مع إلوارا هوكز وآيلاند ستورم.

## روابط خارجية
- جاهي كارسون على موقع الاتحاد الدولي لكرة السلة (الإنجليزية)
- جاهي كارسون على موقع كرة السلة الأوروبية.كوم (الإنجليزية)
- جاهي كارسون على موقع كلية كرة السلة في سبورتس رفرنس.كوم (الإنجليزية)
- جاهي كارسون على موقع ريلجم (الإنجليزية)
- جاهي كارسون على موقع بروبوليرز (الإنجليزية)
- جاهي كارسون على موقع سبورتس رفرنس (الإنجليزية)